# مجلس المنتجات الطبية ذات الاستخدام البشري
مجلس المنتجات الطبية ذات الاستخدام البشري (بالإنجليزية: The Committee for Medicinal Products for Human Use (CHMP)‏) والذي كان يعرف سابقا بمجلس المنتجات الطبية المملوكة (بالإنجليزية:  Committee for Proprietary Medicinal Products (CPMP))‏ هو مجلس ضمن الوكالة الأوروبية للأدوية مسؤول عن تقييم خيارات الوكالة حول الأدوية والمنتجات الطبية ذات الاستخدام البشري.

## روابط خارجية
- الوكالة الأوروبية للأدوية - مجلس المنتجات الطبية ذات الاستخدام البشري (CHMP)
- مجلس المنتجات الطبية ذات الاستخدام البشري (CHMP)